# Dendrogramma

Un esempio di dendrogramma.

Il dendrogramma è un albero utilizzato per visualizzare la somiglianza nel processo di "raggruppamento". 
Nelle tecniche di clustering, il dendrogramma viene utilizzato per fornire una rappresentazione grafica del processo di raggruppamento delle istanze (o unità statistiche, o record, o elementi dell'insieme), che esprime:
- nell'asse delle ascisse, la distanza logica dei cluster secondo la metrica definita;
- nell'asse delle ordinate, il livello gerarchico di aggregazione (valori interi positivi).

La scelta del livello gerarchico (del valore dell'asse {\displaystyle y}) definisce la partizione rappresentativa del processo di aggregazione.